# Кнохенхауэр, Агнес
А́гнес Эллино́р Кнохенха́уэр (швед. Agnes Ellinor Knochenhauer; род. 5 мая 1989, Стокгольм) — шведская кёрлингистка.
В составе женской сборной Швеции участник зимних Олимпийских игр 2014 (серебряные призёры), 2018 (чемпионы), 2022 (бронзовые призёры). Многократный чемпион Швеции среди женщин, чемпион Швеции среди смешанных пар, смешанных команд, юниоров.
В «классическом» кёрлинге (команда из четырёх человек одного пола) играет на позициях второго и третьего.

## Достижения
- Зимние Олимпийские игры: золото (2018), серебро (2014), бронза (2022).
- Чемпионат мира по кёрлингу среди женщин: серебро (2013, 2018, 2019).
- Кубок мира по кёрлингу 2018/2019: серебро (1 этап, 3 этап).
- Чемпионат Европы по кёрлингу: золото (2010, 2013, 2018, 2019), серебро (2016, 2017, 2021, 2024), бронза (2012).
- Чемпионат Швеции по кёрлингу среди женщин: золото (2011, 2014, 2019, 2020, 2023, 2024), серебро (2017), бронза (2008, 2013, 2016).
- Чемпионат Швеции по кёрлингу среди смешанных пар: золото (2020), серебро (2010).
- Чемпионат Швеции по кёрлингу среди смешанных команд: золото (2010).
- Чемпионат мира по кёрлингу среди юниоров: золото (2010).
- Чемпионат Швеции по кёрлингу среди юниоров: золото (2009, 2010).

- Приз за спортивное мастерство чемпионата мира среди юниоров (англ. WJCC Sportsmanship Award): 2009.

## Награды
- Королевская медаль Его Величества за заслуги перед шведским спортом (2019)[5]

## Команды
| Сезон                                               | Четвёртый         | Третий             | Второй            | Первый                | Запасной                                                                                      | Турниры |
| --------------------------------------------------- | ----------------- | ------------------ | ----------------- | --------------------- | --------------------------------------------------------------------------------------------- | --- |
| 2006—07                                             | Анна Хассельборг  | Зандра Флюг        | Агнес Кнохенхауэр | Сабина Краупп         |                                                                                               | |
| 2007—08                                             | Анна Хассельборг  | Сабина Краупп      | Агнес Кнохенхауэр | Зандра Флюг           | Sigrid Kamp тренер: Микаэль Хассельборг                                                       | ЧШЖ 2008 |
| 2008—09                                             | Анна Хассельборг  | Сабина Краупп      | Агнес Кнохенхауэр | Зандра Флюг           |                                                                                               | |
| 2008—09                                             | Анна Хассельборг  | Агнес Кнохенхауэр  | Софи Сиден        | Зандра Флюг           | Сара Макманус (ЧМЮ) тренер: Микаэль Хассельборг                                               | ЧШЮ 2009 · ЧМЮ 2009 (6 место) |
| 2009—10                                             | Анна Хассельборг  | Jonna McManus      | Агнес Кнохенхауэр | Анна Хухта            | Сара Макманус тренер: Микаэль Хассельборг                                                     | ЧШЮ 2010 · ЧМЮ 2010 |
| 2010—11                                             | Стина Викторссон  | Кристина Бертруп   | Мария Веннерстрём | Маргарета Сигфридссон | Агнес Кнохенхауэр тренер: Рикард Хальстрём                                                    | ЧЕ 2010 |
| 2010—11                                             | Анна Хассельборг  | Сабина Краупп      | Агнес Кнохенхауэр | Зандра Флюг           | тренер: Микаэль Хассельборг                                                                   | ЧШЖ 2011 |
| 2012—13                                             | Анна Хассельборг  | Карин Рудстрём     | Агнес Кнохенхауэр | Зандра Флюг           | тренер: Бьёрн Рудстрём                                                                        | ЗУ 2013 (5 место) |
| 2012—13                                             | Анна Хассельборг  | Карин Рудстрём     | Агнес Кнохенхауэр | Зандра Флюг           | тренер: Микаэль Хассельборг                                                                   | ЧШЖ 2013 |
| 2012—13                                             | Мария Прюц        | Кристина Бертруп   | Мария Веннерстрём | Маргарета Сигфридссон | Агнес Кнохенхауэр тренеры: Фредрик Хальстрём (ЧЕ, ЧМ), Пейя Линдхольм (ЧЕ)                    | ЧЕ 2012 · ЧМ 2013 |
| 2013—14                                             | Анна Хассельборг  | Карин Рудстрём     | Агнес Кнохенхауэр | Зандра Флюг           | тренер: Микаэль Хассельборг                                                                   | ЧШЖ 2014 |
| 2013—14                                             | Мария Прюц        | Кристина Бертруп   | Мария Веннерстрём | Маргарета Сигфридссон | Агнес Кнохенхауэр тренер: Фредрик Хальстрём                                                   | ЧЕ 2013 · ЗОИ 2014 |
| 2014—15                                             | Анна Хассельборг  | Агнес Кнохенхауэр  | Карин Рудстрём    | Зандра Флюг           | Jonna McManus (ЧЕ) тренер: Микаэль Хассельборг                                                | ЧЕ 2014 (5 место) ЧШЖ 2015 (5 место) |
| 2015—16                                             | Анна Хассельборг  | Сара Макманус      | Агнес Кнохенхауэр | София Мабергс         | тренер: Матиас Мабергс                                                                        | ЧШЖ 2016 |
| 2015—16                                             | Мария Прюц        | Кристина Бертруп   | Мария Веннерстрём | Маргарета Сигфридссон | Агнес Кнохенхауэр тренер: Фредрик Хальстрём                                                   | ЧМ 2016 (9 место) |
| 2016—17                                             | Анна Хассельборг  | Сара Макманус      | Агнес Кнохенхауэр | София Мабергс         | Мария Прюц (ЧЕ) Йенни Волин (ЧМ) тренеры: Ingemar Edstroem (ЧЕ), Мария Прюц (ЧМ)              | ЧЕ 2016 · ЧШЖ 2017 · ЧМ 2017 (4 место)                                                                                                  |
| 2017—18                                             | Анна Хассельборг  | Сара Макманус      | Агнес Кнохенхауэр | София Мабергс         | Йенни Волин тренер: Мария Прюц                                                                | ЧЕ 2017 · ЗОИ 2018 · ЧМ 2018 |
| 2018—19                                             | Анна Хассельборг  | Сара Макманус      | Агнес Кнохенхауэр | София Мабергс         | Юханна Хельдин (ЧЕ, ЧМ), Tilda Knochenhauer (ЧШЖ) тренер: Уэйн Мидо (ЧЕ), Пейя Линдхольм (КМ) | КМ 2018/19 (1 этап) · ЧЕ 2018 · КМ 2018/19 (2 этап) (5 место) · ЧШЖ 2019 · КМ 2018/19 (3 этап) · ЧМ 2019 · КМ 2018/19 (финал) (7 место) |
| 2019—20                                             | Анна Хассельборг  | Сара Макманус      | Агнес Кнохенхауэр | София Мабергс         | Йенни Волин (ЧЕ) тренер: Уэйн Мидо (ЧЕ)                                                       | ЧЕ 2019 · ЧШЖ 2020 |
| 2020—21                                             | Анна Хассельборг  | Сара Макманус      | Агнес Кнохенхауэр | София Мабергс         | Юханна Хельдин тренер: Уэйн Мидо                                                              | ЧМ 2021 (4 место) |
| 2021—22                                             | Анна Хассельборг  | Сара Макманус      | Агнес Кнохенхауэр | София Мабергс         | Юханна Хельдин тренеры: Уэйн Мидо (ЧЕ, ЗОИ, ЧМ), Fanny Sjoeberg (ЧМ)                          | ЧЕ 2021 · ЗОИ 2022 · ЧМ 2022 (4 место)                                                                                                  |
| 2022—23                                             | Анна Хассельборг  | Агнес Кнохенхауэр  | София Мабергс     | Юханна Хельдин        | Тереза Вестман (ЧЕ), Сара Макманус (ЧШЖ) тренер: Кристиан Линдстрём                           | ЧЕ 2022 (5 место) · ЧШЖ 2023 |
| 2022—23                                             | Анна Хассельборг  | Сара Макманус      | Агнес Кнохенхауэр | София Мабергс         | Юханна Хельдин тренер: Кристиан Линдстрём                                                     | ЧМ 2023 (4 место) |
| 2023—24                                             | Анна Хассельборг  | Сара Макманус      | Агнес Кнохенхауэр | София Мабергс         | Pia Hasselborg (ЧШЖ), Юханна Хельдин (ЧМ) тренер: Кристиан Линдстрём                          | ЧШЖ 2024 · ЧМ 2024 (5 место) |
| 2024—25                                             | Анна Хассельборг  | Сара Макманус      | Агнес Кнохенхауэр | София Мабергс         | Юханна Хельдин тренер: Кристиан Линдстрём                                                     | ЧЕ 2024 · ЧМ 2025 (5 место) |
| Кёрлинг среди смешанных команд (mixed curling)      |                   |                    |                   |                       |                                                                                               | |
| 2009—10                                             | Анна Хассельборг  | Кристиан Линдстрём | Агнес Кнохенхауэр | Маркус Хассельборг    |                                                                                               | ЧШСК 2010 |
| Кёрлинг среди смешанных пар (mixed doubles curling) |                   |                    |                   |                       |                                                                                               | |
| 2009—10                                             | Агнес Кнохенхауэр | Андреас Прюц       |                   |                       |                                                                                               | ЧШСП 2010 |
| 2019—20                                             | Агнес Кнохенхауэр | Расмус Врано       |                   |                       |                                                                                               | ЧШСП 2020 |

(скипы выделены полужирным шрифтом)